# إكس إكس إكس تنتاسيون
جاسيه دوين ريكاردو أونفروي (بالإنجليزية: Jahseh Dwayne Ricardo Onfroy) (23 يناير 1998 – 18 يونيو 2018) ويشتهر باسم إكس إكس إكس تنتاسيون (بالإنجليزية: XXXTentacion) هو مغني راب أمريكي وكاتب أغاني راحل.
ولد أونفوري وترعرع في بلانتيشن، وبدأ وقضى معظم طفولته في لاودرهيل. بدأ كتابة الأغاني بعد خروجه من مركز إصلاح للأحداث وأصدر أولى أغنياته من خلال منصة ساوند كلاود في يونيو 2013 بعنوان "News/Flock". كما كان رمزًا بارزًا في ساوندكلاود راب. أصدر أونفروي أولى ألبوماته يوم 25 أغسطس 2017 بعنوان 17، وتلاه ألبوم "؟" يوم 16 مارس 2018. وتصدر ألبومه الأخير قائمة بيلبورد 200 فور صدوره، ووصلت أغنيتاه "Sad!" و"Changes" للمركزين السابع والسابع والثلاثين في قائمة بيلبورد هوت 100 على الترتيب. تعرض أونفروي لإطلاق سلاح ناري في 18 يونيو 2018 في ديرفيلد بيتش، أودى بحياته.

## حياته الشخصية ووفاته

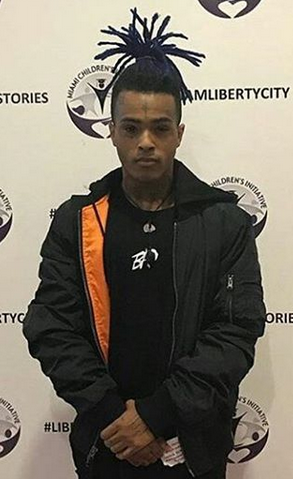
إكس إكس إكس تنتاسيون خارج مدرسة تشارلز ر. درو الثانوية لمبادرة أطفال ميامي

عاش أونفروي في فلوريدا، كان والده من الراستافارين، وصرح في إحدى المقابلات ان لديه أصول سورية وهندية وإيطالية. عاش سابقًا مع مغني الراب دنزل كاري. في فبراير 2018، أعلن أونفوري عبر وسائل التواصل الاجتماعي أنه يتحضّر ليعود للتعليم، ثم أعلن في مارس 2018 أنه سيلتحق بكلية مجتمع ليحصل على شهادة تطوير التعليم العام. عرف عن أونفروي نضاله ضد الاكتئاب.
تعرّض أونفوري يوم 18 يونيو 2018 لإطلاق نار عقب مغادرته لمتجر دراجات نارية في ديرفيلد بيتش على يد مهاجمين في سيارة رياضية سوداء متعددة الأغراض فيما بدى كعملية سرقة، وأخبر الشهود الشرطة بأن المشتبه بهم قد سرقوا حقيبة من صنع لوي فيتون من سيارة أونفروي. وفر المشتبه بهم من مكان الحادث. نقل أونفروي إلى مستشفى براورد الشمالية بواسطة إطفاء براورد كاونتي. أعلن أولًا أنه كان في حالة حرجة عقب إطلاق النار، إلا أن إدارة مقاطعة براورد كاونتي أعلنت لاحقًا وفاة أونفوري.

## روابط خارجية
- إكس إكس إكس تنتاسيون على موقع IMDb (الإنجليزية)
- إكس إكس إكس تنتاسيون على موقع الموسوعة البريطانية (الإنجليزية)
- إكس إكس إكس تنتاسيون على موقع ميوزك برينز (الإنجليزية)
- إكس إكس إكس تنتاسيون على موقع أول ميوزيك (الإنجليزية)
- إكس إكس إكس تنتاسيون على موقع ديسكوغز (الإنجليزية)
- إكس إكس إكس تنتاسيون على موقع قاعدة بيانات الفيلم (الإنجليزية)

- الموقع الرسمي
- Jahseh "XXXTentacion" Onfroy على موقع فايند أغريف